# Хелюля
Хелю́ля (фин. и карел. Helylä) — посёлок городского типа в Сортавальском муниципальном районе Республики Карелия России. Входит в Сортавальское городское поселение. С декабря 2004 до июля 2020 года был административным центром Хелюльского городского поселения.

## Общие сведения

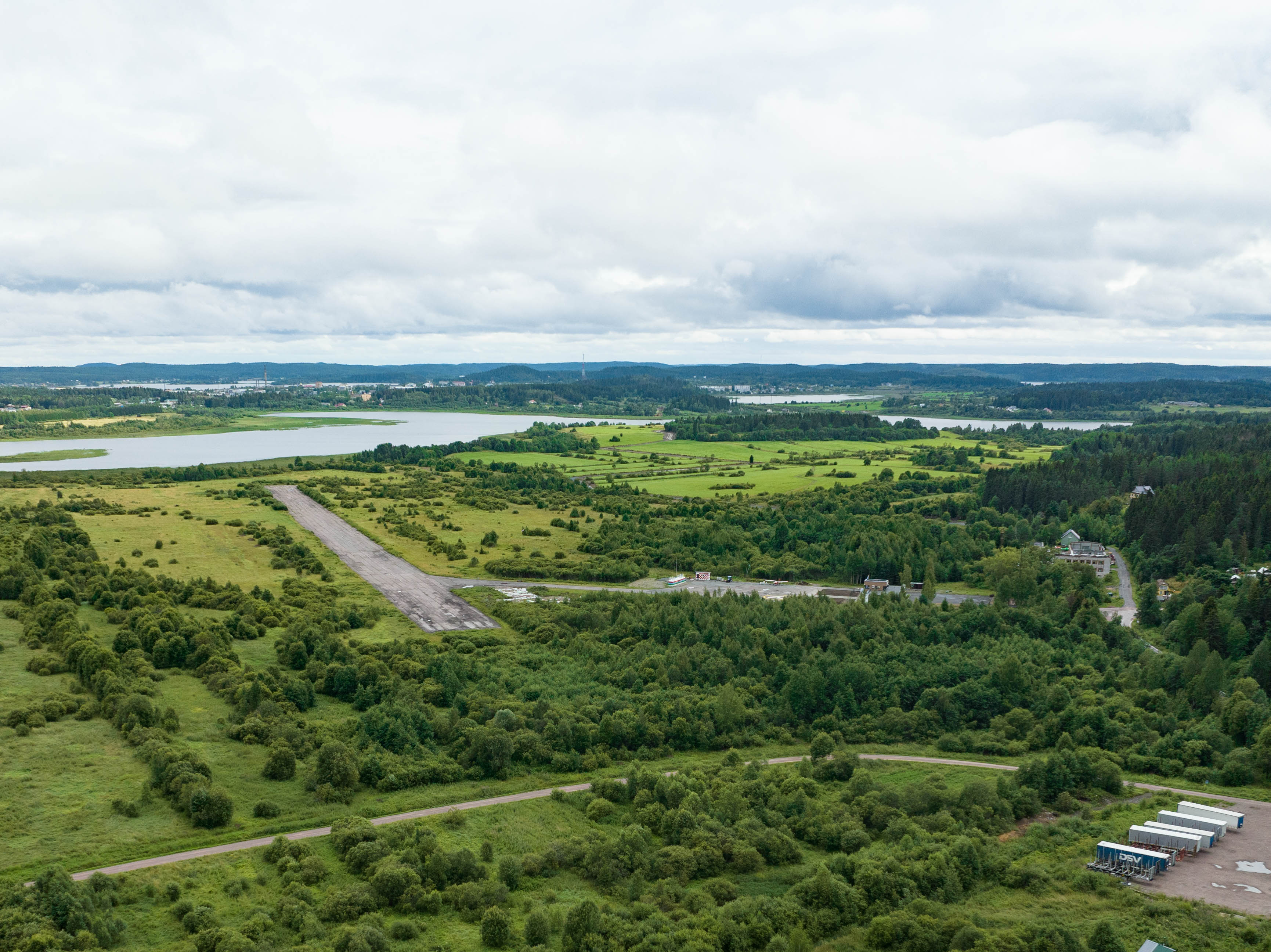
Аэропорт «Сортавала»

Расположен на Хелюльской равнине, на реке Тохмайоки (приток Хелюлянйоки, бассейн Ладожского озера), в 6 км севернее города Сортавала на трассе А130 Сортавала — Олонец. Железнодорожная станция Хелюля, расположенная на 264,9 км перегона Сортавала — Рюттю. Автодорогами связан с Сортавалой, Петрозаводском и посёлком Вяртсиля (трасса в Финляндию). Рядом с посёлком расположен ныне не используемый аэропорт Сортавала (он принимает Ан-2 (Петербург и Петрозаводск) и экскурсионные вертолёты на Валаам).

## История
Деревня впервые упоминается в писцовой книге Корельского уезда (Водская пятина) Дмитрия Китаева 1500 года : «деревня Гелюля на реце на Гелюле». В 1641 году, когда данная территория находилась под контролем Швеции, в Хелюля была построена первая христианская церковь (сожжена уже в 1657 году).

### Российская империя
С 1700 по 1721 год Русское царство и Швеция вели войну за господство на Балтике. В итоге по Ништадтскому мирному договору 1721 года вся Старая Финляндия отошла к России. На отвоёванной территории была образована Выборгская провинция.
В июле 1766 году на острове Йоэнсуу была заложена первая каменоломня, через месяц стали ломать мрамор и в Рускеале. С 1769 года до середины XIX века доставка мрамора из Рускеалы в Санкт-Петербург в зимнее время осуществлялась по суше от каменоломен до пристани в деревне Гелюля (Хелюля).
«До пристани, на Гелюле находящейся, от Рускальской ломки считается около 30 верст, чрез которые мрамор возят сухим путём, что немалого стоит труда и иждивения»., академик Н. Я. Озерецковский, «Путешествие по озёрам Ладожскому и Онежскому» (1785).
В 1811 году Выборгская губерния вошла в состав Великого княжества Финляндского (в 1809 году вошедшего в состав России). Хелюля была в составе Сердобольского уезда.
В 1915 году в Хелюле началось строительство фабрики по изготовлению мебели, в том числе и школьной, а также детских игрушек из дерева. (Helylä O.Y.). Одновременно с ней был построен и лесопильный завод, относившийся к фабрике. В 1916 новое предприятие начало свою работу. В том году для русского военного ведомства на заводе было изготовлено 220 000 пар лыжных палок. К тому времени в Хелюле железная дорога и почтовый тракт проходили практически под стенами цехов.

### Финляндия (1917—1940)
Хелюля была одной из 66 деревень Сортавальского прихода (Sortavalan maalaiskunta).
В 1920-е и начало 1930-х годов основным заказчиком продукции Helylä Oy было государство. В эти годы Helylä Oy было крупнейшим деревообрабатывающим предприятием Финляндии. Капитал объединения составлял 4 миллиона марок, количество рабочих — около 300 человек. Всего 80 семей жили в Хелюля в квартирах комбината, а остальные — в собственных домах на территории посёлка и на близлежащих хуторах.

### Военный период
В 1939 году Советский Союз начал боевые действия против Финляндии. После трёх месяцев боёв между странами был заключён мирный договор, по которому территория, на которой находился населённый пункт, отошла к СССР. Финское население было эвакуировано в финские города Оулу и Коккола. На их место были заселены переселенцы, в первую очередь, из Белоруссии и Вологодской области.
В 1940 году было проведено административное деление полученной территории. Хелюля вошла в Раутакангасский сельсовет. В Хелюле был создан колхоз им. Тельмана.
В 1941 году, с началом войны Германии в союзе с Финляндией против СССР, финские войска вернули контроль над территорией Хелюля и районом города Сортавала и удерживали его до сентября 1944 года. В 1941 стали возвращаться и финские переселенцы. После завершения 19 сентября 1944 года Советско-финской войны 1941—1944 годов согласно заключённому Московскому перемирию было восстановлено действие Московского договора 1940 года — Хелюля снова отошла к СССР. В сентябре прошла вторая эвакуация мирного финского населения из Сортавалы. 22 сентября 1944 года последний поезд с беженцами отошёл от станции Сортавала.

### СССР
В мае 1945 года в Сортавалу прибыл первый эшелон колхозников Сортавальского района, возвращённых из Вологодской области, куда они были эвакуированы в 1941 году. В июле 1945 были начаты работы по расчистке и приведению в порядок паросилового хозяйства и электростанции Хелюльской мебельной фабрики. Из-за отсутствия технологического оборудования первые табуреты и столы изготовлялись вручную. К концу февраля 1946 года начался выпуск лыж, в марте были изготовлены первые стулья.
В марте 1958 года Хелюльская и Сортавальская мебельные фабрики были объединены в Сортавальский мебельно-лыжный комбинат.
В 1972 году Хелюля получила статус посёлка городского типа.

## Население
| 1959  | 1979  | 1989  | 2002  | 2009  | 2010  | 2012  |
| ----- | ----- | ----- | ----- | ----- | ----- | ----- |
| 5353  | ↘3231 | ↗3727 | ↘3166 | ↘3035 | ↘2793 | ↘2768 |
| 2013  | 2014  | 2015  | 2016  | 2017  | 2018  | 2019  |
| ↘2742 | ↘2724 | ↘2668 | ↘2623 | ↗2630 | ↘2586 | ↘2505 |
| 2020  | 2021  | 2023  |       |       |       |       |
| ↘2405 | ↘1896 | ↘1847 |       |       |       |       |

## Экономика
В советское время в посёлке действовал крупный мебельно-лыжный комбинат, выпускавший получившие известность «сортавальские» лыжи. Сейчас на его базе несколько небольших производств, крупнейшим из которых является фабрика по выпуску пластиковых лыж ООО «Сортавальская лыжная фабрика» и производство рыболовных приманок «Раптек» финской компании «Rapala». Также близ посёлка работает Сортавальский дробильно-сортировочный завод (производство щебня из гранита, добываемого на местном карьере).

## Культура
В поселке функционирует средняя общеобразовательная школа № 7 и детский сад. Также имеется собственный спортивный комплекс, футбольный стадион и дом культуры. Река Тохмайоки популярна у любителей рыбалки и водных видов спорта.

## Достопримечательности
- Братская могила 366 советских воинов, погибших в годы Великой Отечественной войны[31]. В 1981 году на братской могиле был установлен памятник — гранитная фигура скорбящей матери[32].
- Памятный знак на месте первой христианской церкви, уничтоженной в 1657 году.
- Близ посёлка, на горе со скалистыми склонами — городище древних карелов Паасо (поселение существовало в XII—XIII веках)[33].

## Улицы Хелюли
- Вокзальная ул.
- Заречная ул.
- Заречный пер.
- Зелёная ул.
- Инженерная ул.
- Комсомольская ул.
- Лесная ул.
- Луговая ул.
- Молодёжная ул.
- ул. Мюллюкюля
- Набережная ул.
- Подгорная ул.
- Полевая ул.
- ул. Риеккала
- Сортавальское шоссе
- Фабричная ул.
- Хелюльское шоссе
- Центральная ул.
- Школьная ул.
- Юбилейная ул.